# Johann Matthias Seling

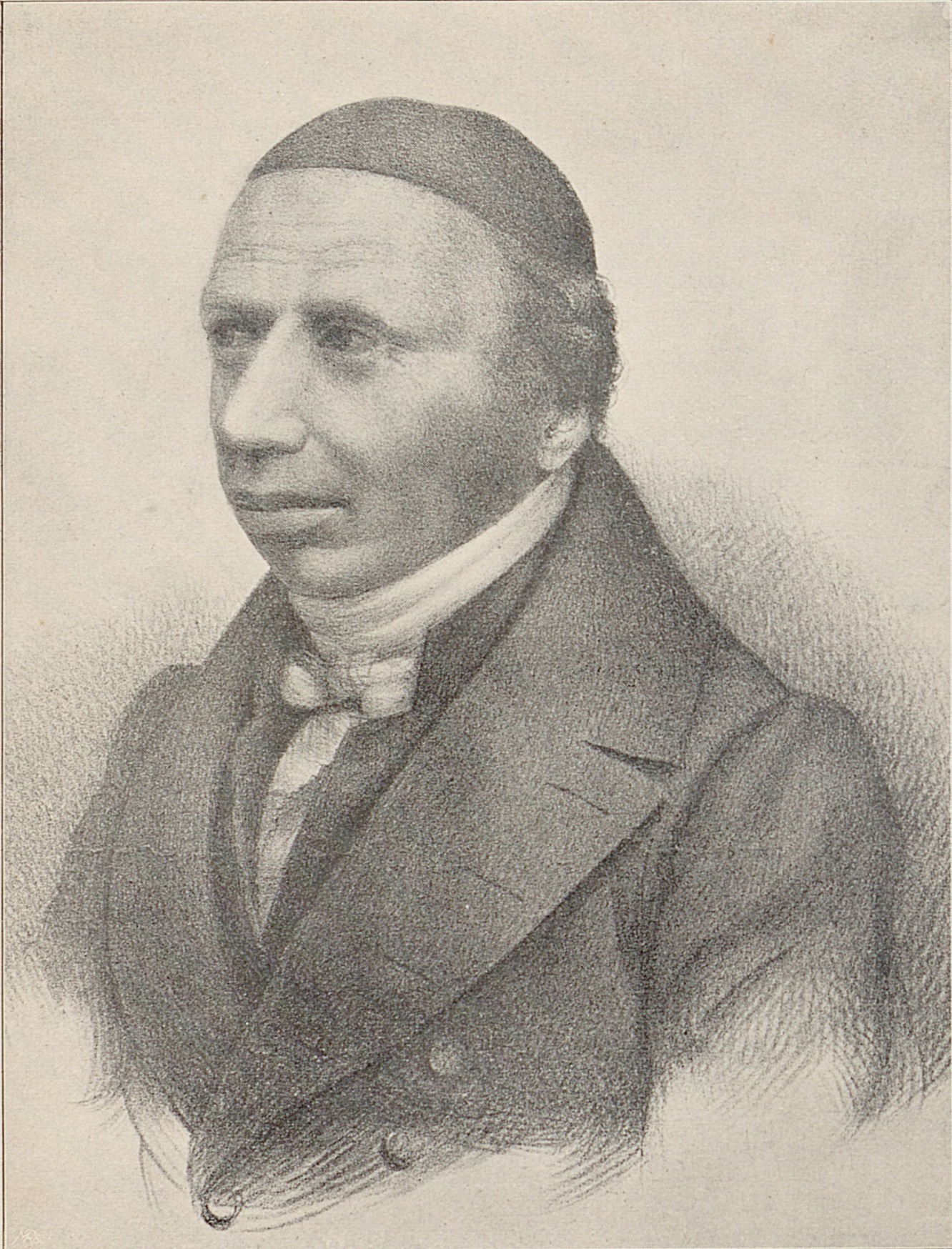
Johann Mathias Seling

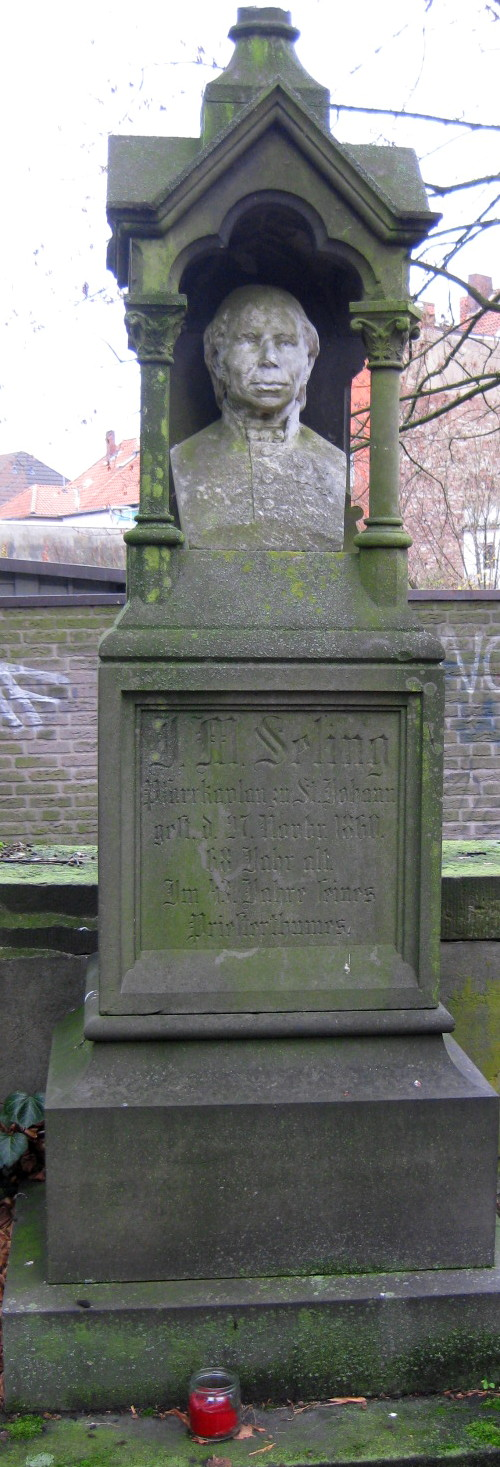
Grabmal auf dem Johannisfriedhof in Osnabrück

 Johann Mathias Seling (* 2. Dezember 1792 in Gesmold; † 27. November 1860 in Osnabrück) war ein Kaplan und „Mäßigkeitsapostel“ in Osnabrück.

## Leben
Der Sohn eines Markkötters und Spinnradmachers diente nach seiner Schulzeit zunächst bei einem Bauern und erlernte dann das Handwerk seines Vaters. Ein wohlhabender Onkel erkannte jedoch die Begabung des Jungen und holte ihn als Kaufmannslehrling zu sich nach Alkmaar in Holland. Während der napoleonischen Herrschaft zum französischen Heer eingezogen, diente er in Straßburg als Sergeant in der Militärverwaltung. Nach dem Sturz Napoleons und seiner Heimkehr schickte ihn sein Onkel auf das Carolinum in Osnabrück. Es folgte 1816 das Studium der Theologie in Münster, an das sich 1820 die Priesterweihe anschloss. Seine Tätigkeit als Priester begann er zunächst als Lehrer am Carolinum. Doch musste er diese Tätigkeit sechs Jahre später wegen eines schweren Augenleidens aufgeben. Er wurde Kaplan an St. Johann in Osnabrück, wo er dann 34 Jahre lang als Seelsorger wirkte.
Seling hat sich einen Namen erworben durch seinen leidenschaftlichen Einsatz für die arme Bevölkerung. 1836 gründete er mit Genehmigung der städtischen und der kirchlichen Behörden eine Spinnschule, und zwar zunächst in seiner Wohnung. Er wollte damit die Kinder der Armen beider Konfessionen aus ihrer stumpfen Gleichgültigkeit herausführen und ihnen mit einer nützlichen Tätigkeit die Möglichkeit bieten, Geld zu verdienen. In seiner Schule wurde ein strenges Regiment geführt, das jedoch durch Spiele und Gesänge aufgelockert war. Die Texte der Lieder, die vorwiegend nach bekannten Volksweisen gesungen wurden, verfasste er selbst. Sie sind zusammengefasst in zwei Bänden „Neue Lieder für Spinnstube, Haus und Feld“ (1838/39).
Eine zweite Aufgabe stellte er sich mit seinem engagierten Feldzug gegen den Alkoholmissbrauch. Dieser Feldzug, den er mit Reden, Predigten und seinen selbst gedichteten Liedern führte, reichte weit über Osnabrück hinaus bis ins Münsterland, Emsland und in den Oldenburger Raum. Seine Lieder sind gesammelt in der 1847 erschienenen „Rüstkammer gegen die Macht des Branntweins“. „Insgesamt soll er 150 Städte und Dörfer besucht und 82000 Menschen zur Enthaltsamkeit verpflichtet haben.“ Seine Arbeit wurde ab 1855 weitergeführt von dem Osnabrücker Bürgermeister Johann Carl Bertram Stüve und dem von ihm gegründeten „Mäßigkeitsverein“. Johann Mathias Selings ist auf dem Johannisfriedhof beerdigt.

## Schriften
- Wir sollten der heiligen Schrift widersprechen und keinen festen Grund haben?! Eine katholische Betrachtung veranlasst durch das Augsburgische Glaubensbekenntniß etc. Overwetter, Osnabrück 1830.
- Neue Lieder für Spinnstube, Haus und Feld. Nebst einem Bericht über Spinnschulen in Osnabrück. Overwetter, Osnabrück 1938.
- Rüstkammer gegen die Macht des Branntweins. Geschicht' und Lehr' zu Schirm und Wehr. Kißling, Osnabrück 1847.